# أكاديمية موجايسكي للقوات الجوية
أكاديمية موجايسكي للقوات الجوية (بالإنجليزية: A.F. Mozhaysky Military-Space Academy) هي مدرسة عسكرية، ومدرسة عسكرية، وأنواع المؤسسات التعليمية، تأسست في 16 يناير 1712، و1712، في روسيا، بلغ عدد طلابها 2000.